# Через галерею розбійників
Через галерею розбійників (англ. From the Rogue's Gallery) — американська короткометражна кінокомедія режисера Воллеса Бірі 1916 року.

## У ролях
- Картер Де Хейвен — Тімоті Доббс
- Роберт Мілаш
- Хелен Леслі
- Джордж Хернандез
- Вола Вейл — Мері